# Stallare
För frälseätten, se Stallare (ätt)
En stallare var under nordisk medeltid den person som ansvarade för kungens, eller annan person med rätt till hird, stall och hästskötsel. Man vet att stallaren i den kungliga hirden fått förtroendet att agera i kungens namn samt varit hirdens befallningsman. Utöver detta var det också stallaren som ansvarade för kungens resor. Det finns även uppgifter som tyder på att stallaren var kunglig befallningshavare över hela den samlade krigsmakten till lands.
Under 1200-talet ersattes stallaren av marsken åtminstone hos den svenska kungen.
I Lars Hermansson: Släkt, Vänner och Makt – En studie av elitens politiska kultur i 1100-talets Danmark hävdar han, på grundval av annan forskning, att stabilarius inte syftar på stall och hästskötsel utan snarare en benämning på kungens förtrogna – hans stallbröder.